# Iddesleigh (Alberta)
Pour les articles homonymes, voir Iddesleigh.
Iddesleigh est un hameau (hamlet) de l'Aire spéciale No 2, situé dans la province canadienne d'Alberta.